# Communauté de communes du Pays de Tarascon
La communauté de communes du Pays de Tarascon est une communauté de communes française, située dans le département de l'Ariège.

## Composition
La communauté de communes est composée des 20 communes suivantes :

| Nom                         | Code Insee | Gentilé                | Superficie (km2) | Population (dernière pop. légale) | Densité (hab./km2) |
| --------------------------- | ---------- | ---------------------- | ---------------- | --------------------------------- | ------------------ |
| Tarascon-sur-Ariège (siège) | 09306      | Tarasconnais           | 8,65             | 3 060 (2022)                      | 354                |
| Alliat                      | 09006      | Alliatois              | 3,46             | 56 (2022)                         | 16                 |
| Arignac                     | 09015      | Arignacois             | 8,84             | 722 (2022)                        | 82                 |
| Arnave                      | 09016      | Arnavais               | 8,38             | 214 (2022)                        | 26                 |
| Bédeilhac-et-Aynat          | 09045      | Bédeinatois            | 6,38             | 195 (2022)                        | 31                 |
| Bompas                      | 09058      | Bompassencqs           | 2,75             | 200 (2022)                        | 73                 |
| Capoulet-et-Junac           | 09077      | Canacéens              | 2,78             | 191 (2022)                        | 69                 |
| Cazenave-Serres-et-Allens   | 09092      | Caresenois             | 16,15            | 61 (2022)                         | 3,8                |
| Génat                       | 09133      | Génatois               | 8,21             | 24 (2022)                         | 2,9                |
| Gourbit                     | 09136      | Gourbitois             | 17,95            | 79 (2022)                         | 4,4                |
| Lapège                      | 09152      | Lapègeois              | 8,29             | 18 (2022)                         | 2,2                |
| Mercus-Garrabet             | 09188      | Mercusiens-Garrabetois | 14,79            | 1 226 (2022)                      | 83                 |
| Miglos                      | 09192      | Miglosiens             | 18,76            | 132 (2022)                        | 7                  |
| Niaux                       | 09217      | Niausiens              | 3,99             | 151 (2022)                        | 38                 |
| Ornolac-Ussat-les-Bains     | 09221      | Ornolacois             | 11,99            | 248 (2022)                        | 21                 |
| Quié                        | 09240      | Quiétois               | 2,51             | 298 (2022)                        | 119                |
| Rabat-les-Trois-Seigneurs   | 09241      | Rabatols               | 26,96            | 368 (2022)                        | 14                 |
| Saurat                      | 09280      | Sauratois              | 44,29            | 697 (2022)                        | 16                 |
| Surba                       | 09303      | Surbatois              | 2,22             | 333 (2022)                        | 150                |
| Ussat                       | 09321      | Ussatois               | 4,4              | 308 (2022)                        | 70                 |

## Démographie
| 2013  | 2014  |
| ----- | ----- |
| 8 871 | 8 760 |

## Présidence
| Période                                  | Période      | Identité       | Étiquette   | Qualité                                                             |
| ---------------------------------------- | ------------ | -------------- | ----------- | ------------------------------------------------------------------- |
|                                          | octobre 2017 | Alain Duran    | PS          | Maire d'Arnave (1985-2017) Sénateur (2014-2020)                     |
| octobre 2017                             | En cours     | Philippe Pujol | PS puis DVG | Maire d'Arignac (depuis 2001), conseiller départemental depuis 2021 |
| Les données manquantes sont à compléter. |              |                |             |                                                                     |

## Sources
- Portail des communes de l'Ariège
- Le Splaf
- La base Aspic